# Grażyna Zarzecka
Grażyna Zyta Zarzecka-Czech (ur. 17 września 1954 w Wodzisławiu Śląskim) – polska malarka uprawiająca malarstwo sztalugowe, grafikę i rysunek, pedagog i promotorka kultury. Przedstawicielka nurtu koloryzmu.

## Życiorys
W 1981 roku ukończyła krakowską Akademię Sztuk Pięknych. Pracę dyplomową przygotowywała w pracowni prof. Jana Szancenbacha. Dwukrotnie otrzymała stypendium twórcze Ministra Kultury i Sztuki oraz również dwukrotnie Nagrodę Prezydenta Miasta Rybnika w dziedzinie kultury. Jest członkiem Związku Polskich Artystów Plastyków (przewodnicząca Okręgu Rybnicko-Raciborskiego ZPAP) oraz Stowarzyszenia Artystyczna Kreacja Wspólnej Europy.

## Wybrane wystawy indywidualne (1990–2016)
Grażyna Zarzecka była uczestniczką kilkuset wystaw zbiorowych, m.in. w ramach grupy ROW i Związku Polskich Artystów Plastyków Środowiska Katowickiego, kilkudziesięciu plenerów malarskich, w tym wielu międzynarodowych. Brała udział m.in. w I Międzynarodowym Triennale Sztuki „Przeciw Wojnie” organizowanym przez UNESCO w 1985. W 1990 jej prace zostały zakwalifikowane na wystawę w Osace. 
Miała ponad 60 wystaw indywidualnych: m.in. Pałac Sztuki w Krakowie, Kocioł Artystyczny (Kraków), Galeria Mlejn (Ostrawa), Galeria Pod Pocztową Trąbką (Gorzów Wielkopolski), Galeria Na żywo - Polskie Radio Katowice (trzykrotnie), kilkakrotne wystawy w Rybniku, Wodzisławiu, w galerii ZPAP „Art Nova 2” w Katowicach.
- 1998: Muzeum w Rybniku
- 1999: Galeria Art.Nova 2 w Katowicach
- 2000: Galeria Polskiego Radia Katowice „Na Żywo” w Katowicach
- 2001: Pałac Sztuki – Kraków
- 2003: Galeria Kocioł Artystyczny w Krakowie
- 2003: „Co we mnie siedzi” Klub Energetyka w Rybniku. Wystawa, pokaz mody oraz pokaz filmu „Rzeźbiarz”
- 2006: Galeria SAPR w Katowicach
- 2006: Galeria Polskiego Radia Katowice „Na Żywo” w Katowicach
- 2009: Galeria Art.Nova 2 w Katowicach
- 2010: „Powroty” Galeria Rybnickiego Centrum Kultury w Rybniku
- 2011: Galeria „Pod Pocztową Trąbką” w Gorzowie Wielkopolskim
- 2011: Galeria „Tyle światów” Oświęcimskie Centrum Kultury w Oświęcimiu
- 2012: „Moja kraina” BellArt Galeria „W podwórzu” Rzeszów
- 2013: Galeria Mlejn w Ostrawie (Czechy)
- 2013: „W krainie GRAZAZAR” Galeria Polskiego Radia Katowice „Na Żywo” w Katowicach
- 2013: Małe i duże poezje” Teatr Ziemi Rybnickiej w Rybniku
- 2013: Pałac Sztuki w Krakowie
- 2014: Galeria Na Wprost w Iławie
- 2016: „Uciekłam do Szancenbacha…” Galeria Szalom – Kraków
- 2016: Galeria Teatru Ziemi Rybnickiej – Rybnik
- 2016: Galeria Polskiego Radia Katowice „Na Żywo” w Katowicach
- 2016: „Rozdwojenie Jaźni” – Muzeum w Wodzisławiu Śląskim

## Nagrody i wyróżnienia
Grażyna Zarzecka jest dwukrotna laureatką nagrody Prezydenta Miasta Rybnika w dziedzinie kultury; dwukrotnie otrzymała również stypendium twórcze Ministra Kultury i Sztuki. Była laureatką XIV Ogólnopolskiego Konkursu Sztuki im. Vincenta van Gogha. 